# Video Coding Experts Group
Il Video Coding Experts Group o Visual Coding Experts Group (VCEG) è il nome informale del Question 6 (Visual coding) of Working Party 3 (Media coding) of Study Group 16 dell'ITU-T.
È responsabile della standardizzazione degli standard di codifica video H.26x, e della codifica di immagini T.8xx e di tutte le tecnologie correlate.